# 中国物理 (期刊)
《中国物理》（Chinese Physics）是美国物理学会主办的英文物理学学术期刊，现已停刊。《中国物理》创办于1981年，为季刊。该刊选取中国12种物理学期刊的部分文章译为英文发表，在中国之外发行。这12份期刊是《物理学报》、《物理》、《天文学报》、《天体物理学报》、《高能物理与核物理》、《原子物理》、《核聚变与等离子体物理》、《激光》、《光学学报》、《低温物理学报》、《半导体学报》、《声学学报》。自1981年至1992年，《中国物理》共出版12卷。1991年，中国物理学会决定创办英文期刊《物理学报》（海外版）。随后，美国物理学会决定《中国物理》自1993年起停刊。
《物理学报》（海外版）在2000年至2007年之间的刊名也是《中国物理》，后来易名《中国物理B》。